# Яммерс, Эвальд
Эвальд Яммерс (нем. Ewald Jammers; 1 января 1897, Кёльн — 24 июня 1981, Планкштадт) — немецкий музыковед

 и источниковед, крупный исследователь и издатель западноевропейской средневековой музыки.
В 1924 году окончил Боннский университет, где изучал германистику, этнографию, историю. В том же году в том же университете защитил диссертацию на тему «Исследования ритмики и мелодики в Йенском песеннике» (Untersuchungen über die Rhythmik und Melodik der Melodien der Jenaer Liederhandschrift). В 1931—1945 годах заведовал музыкальным отделением Дрезденской государственной библиотеки. После Второй мировой войны работал библиотекарем в Бергхайме и Дюссельдорфе. В 1953—1962 годах возглавлял отдел рукописей библиотеки Гейдельбергского университета.

## Труды и нотные издания
- Untersuchungen über die Rhythmik und Melodik der Melodien der Jenaer Liederhandschrift. Dissertation, Universität Bonn, 1924; публикация: Leipzig: Breitkopf & Härtel, 1925.
- Das Karlsoffizium 'Regali natus'. Einführung, Text und Übertragung in moderne Notenschrift. Leipzig u.a.O.: Heitz, 1934.
- Der gregorianische Rhythmus. Leipzig usw., 1937.
- Der mittelalterliche Choral. Art und Herkunft. Mainz: Schott, 1954.
- Anfänge der abendländischen Musik. Straßburg; Kehl: Heintz, 1955.
- Musik in Byzanz, im päpstlichen Rom und in Frankenreich. Der Choral als Musik der Textaussprache. Heidelberg, 1962.
- Ausgewählte Melodien des Minnesangs: Einführung, Erläuterungen und Übertragung. Tübingen, 1963.
- Tafeln zur Neumenschrift. Tutzing: Schneider, 1965.
- Das königliche Liederbuch des deutschen Minnesangs. Eine Einführung in die sogenannte Manessische Handschrift. Heidelberg: L. Schneider, 1965.
- Schrift, Ordnung, Gestalt. Gesammelte Aufsätze zur älteren Musikgeschichte. Nachträgliche Festgabe zum 70. Geburtstag von Ewald Jammers. Bern; München, 1969. 291 S. (сборник статей Яммерса; также содержит его биографию и библиографию).
- Das Alleluia in der gregorianischen Messe. Münster, 1973.
- Aufzeichnungsweisen der einstimmigen außerliturgischen Musik des Mittelalters. Köln, 1975.